# 長塚幾子
長塚 幾子（ながつか いくこ、1953年12月10日 - ）は、日本の政治家。元神奈川県伊勢原市長（2期）。元伊勢原市議会議員（1期）。

## 来歴
神奈川県中郡伊勢原町（現・伊勢原市）出身。曾祖父、祖父、父親は、伊勢原の村会議員、町会議員、市議会議員を務めてきた。伊勢原町立伊勢原小学校、伊勢原町立伊勢原中学校、神奈川県立平塚江南高等学校卒業。1976年（昭和51年）3月、早稲田大学第一文学部卒業。同年4月、外国雑貨輸入販売会社に就職。1983年（昭和58年）12月、同社を退職。
2003年（平成15年）、市議6期目を目指していた父親が病で倒れ、立候補を断念。同年4月27日に行われた伊勢原市議会選挙に後継として無所属で出馬し、初当選。
2004年（平成16年）9月26日執行の伊勢原市長選挙に無所属で出馬し、初当選（投票率は45.58％）。同年10月、市長に就任。2008年（平成20年）9月21日執行の市長選に出馬し、2期目の当選（投票率は36.15％）。
2012年（平成24年）9月23日執行の市長選に出馬するも落選、前神奈川県議会議員の高山松太郎に市長の座を譲った。候補者3人の得票数は、高山：16,334票、長塚：15,515票、宮川一彦：1,994票（投票率は42.93％）。
お笑いコンビのツインズの二人は実の息子（双子）。
2024年（令和6年）春の受勲に於いて旭日双光章が授けられることが決定された。